# 銀河苑

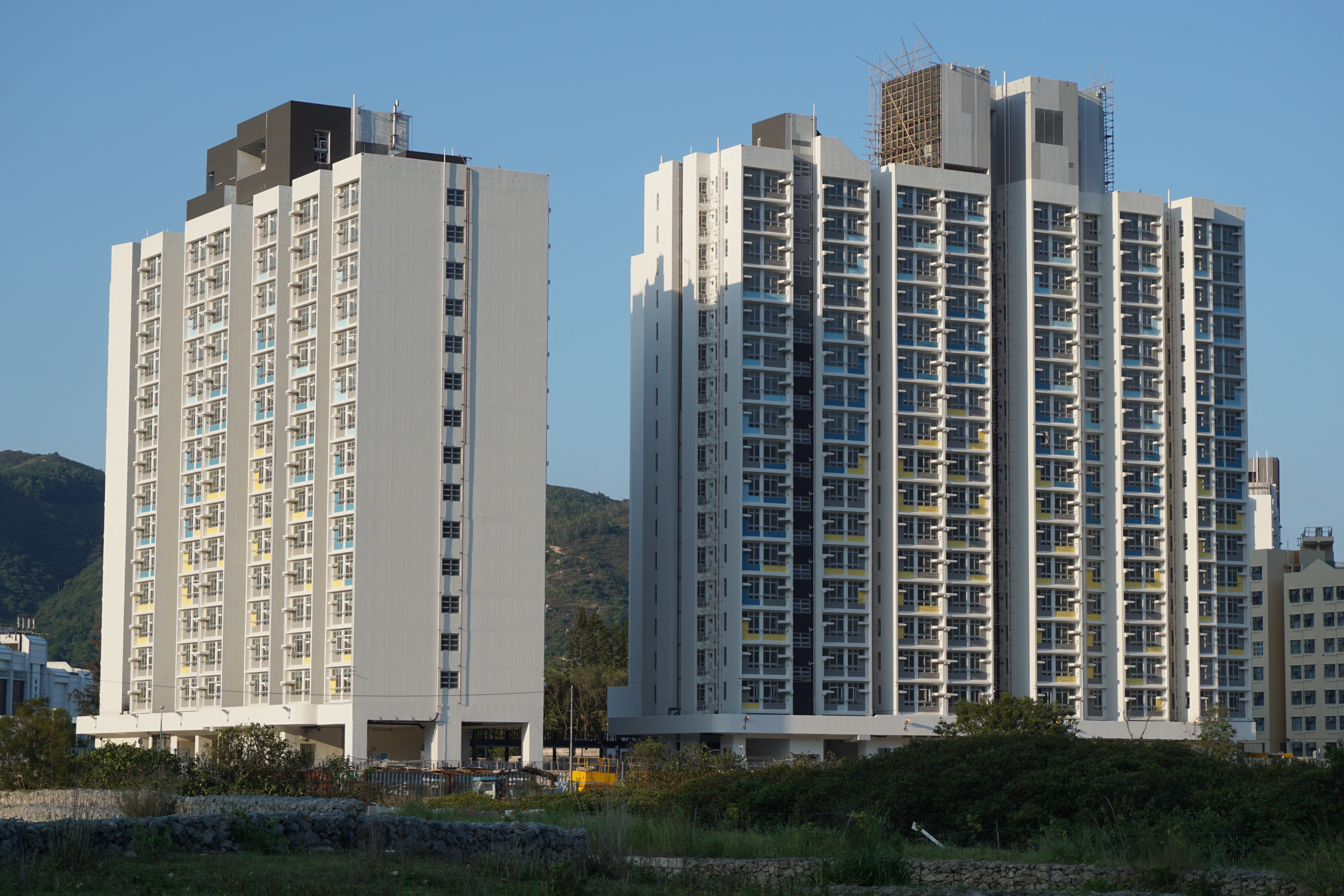
銀河苑西南面

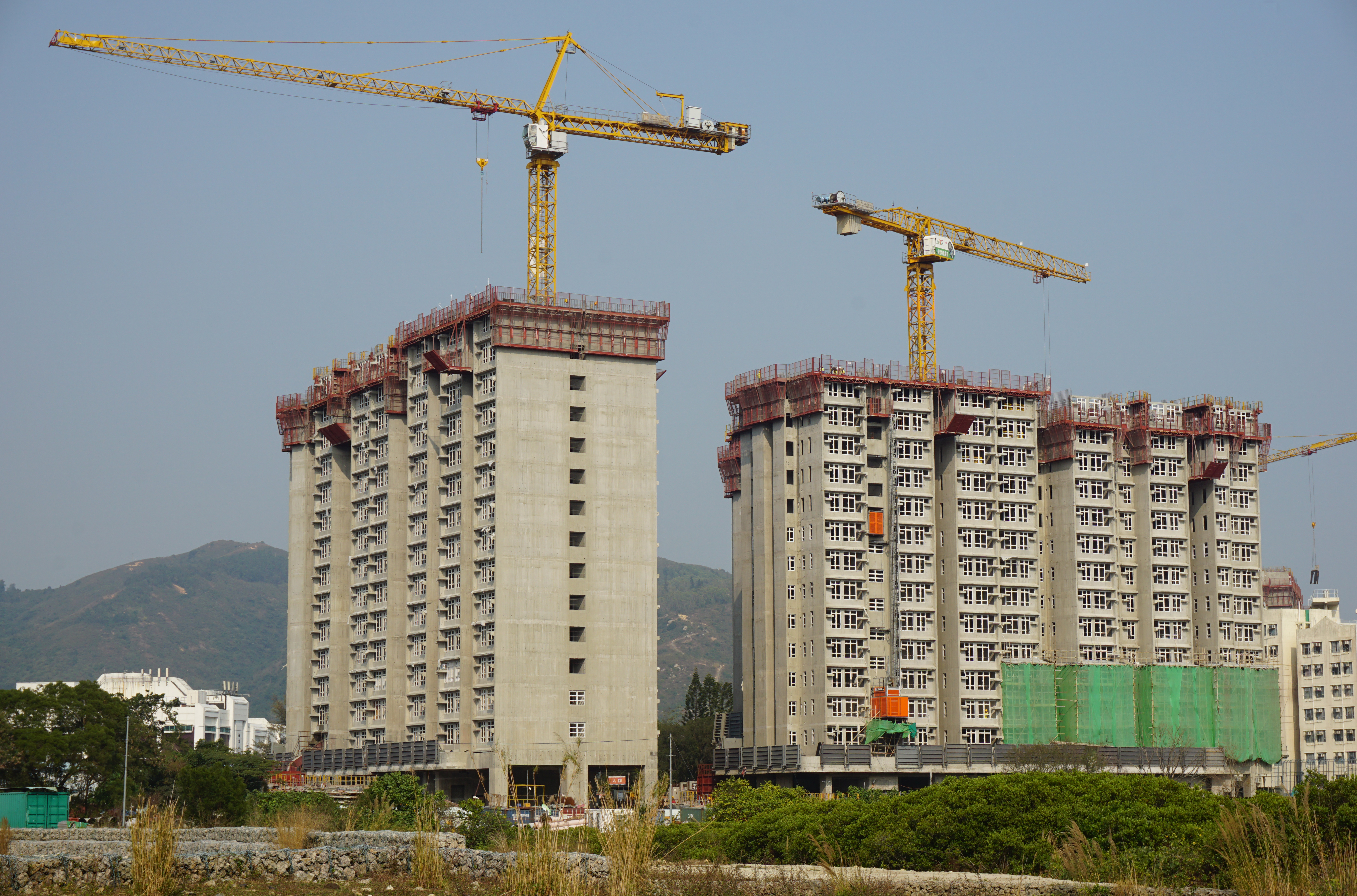
興建中的銀河苑（2017年2月）

銀河苑（英語：Ngan Ho Court）是香港房屋委員會的居者有其屋計劃屋苑之一，項目編號為IS15，位於香港新界離島區大嶼山南部梅窩銀鑛灣路16號。屋苑由房屋署總建築師（2）負責總體設計及由Design 2（HK）Ltd. 負責詳細設計，承建商為協興工程有限公司。
項目首次推出時售價介乎140萬至255萬，在2017年3月30日至4月12日接受申請，於6月攪珠，並於8月24日起開始揀樓。

## 屋苑資料

### 樓宇
屋苑共有2座樓宇，共提供529個出售居屋單位，當中包括3房單位；大部份單位景觀開揚，可眺望山景、河景或海景，環境寧靜怡人。屋苑外牆以白、灰、藍、黃色為主。屋苑外設圍欄裝設門禁系統，進入人仕須輸入密碼方可進入苑內。
各層電梯大堂設有庇護區並有閉路電視監察系統，走廊按翼以藍白、綠白或黃白色作區分，走廊亦設有燈掣，讓住戶自行調校電燈的光暗程度。
| 樓宇名稱（座號） | 樓宇類型                    | 落成日期  | 樓宇層數 （住宅層數） | 每層伙數                       | 每座單位總數（伙） | 建築師                                   | 承建商           | 提供升降機的廠商 |
| ---------------- | --------------------------- | --------- | --------------------- | ------------------------------ | ------------------ | ---------------------------------------- | ---------------- | ---------------- |
| 銀旭閣（A座）    | 非標準設計大廈 （其他類型） | 2018年8月 | 16                    | 18 (1樓) 20 (2-15樓) 12 (16樓) | 310                | 房屋署總建築師（2）、 Design 2（HK）Ltd. | 協興工程有限公司 | 三菱             |
| 銀朗閣（B座）    | 非標準設計大廈 （其他類型） | 2018年8月 | 14                    | 16 (1-13樓) 11 (14樓)          | 219                | 房屋署總建築師（2）、 Design 2（HK）Ltd. | 協興工程有限公司 | 三菱             |

### 設施
每座各設兩部三菱電機製造的升降機，均可通往所有住宅樓層。
於銀旭閣地下設有兒童遊樂場及棋藝區，每座設有單車停泊區，而兩座之間設有園林區；頂層設有空中花園。

### 保育樹木
銀河苑的業主須遵守及履行租契及公契的相關條款保育在銀河苑內種植的樹木，包括一棵位於銀河苑西北端的榕樹。

## 附近建築
- 銀蔚苑
- 銀灣邨
- 銀景中心
- 銀河灣畔
- 梅窩游泳池
- 梅窩市政大廈
- 梅窩政府合署